# Fugging (Alta Austria)
Fugging, conocida hasta 2021 como Fucking (AFI: [‘fʊkɪŋ]), es una aldea de aproximadamente 150 habitantes, perteneciente al municipio de Tarsdorf, en la región de Innviertel, estado de Alta Austria. Limita con Baviera y está cerca de la ciudad de Salzburgo.

## Toponimia
Parece ser que el pueblo es conocido como "Fucking" desde por lo menos el año 1070 y su nombre proviene de un personaje del siglo VI llamado Focko. "Ing" es un antiguo sufijo germánico que significa "gente"; de esta forma, Fucking, en este caso, significa "lugar de la gente de Focko".

## Nombre y notoriedad
Fucking se hizo notorio al ser el nombre, exactamente igual al gerundio de la palabrota inglesa fuck (fornicar), y es encontrado a menudo divertido por los anglófonos. En alemán el nombre no tiene ninguna connotación o asociación, aunque muchos germano-hablantes son conscientes de la existencia de esa palabra inglesa. La traducción al alemán de «fuck» es ficken (AFI: [ˈfɪkən]).
Los turistas suelen hacerse fotos junto a la señal de entrada al pueblo. Esta señal es una de las más robadas en Austria. Se dedican cantidades significativas de fondos públicos para reemplazar las señales robadas. En agosto de 2005, las señales de carretera se reemplazaron por señales a prueba de turistas y ladrones, soldadas en acero y aseguradas con cemento para hacerlas más difíciles de robar.
En algunas fotografías que circulan por Internet, debajo de la señal con el nombre «Fucking» hay otra señal con un dibujo de dos niños y la frase «Bitte - nicht so schnell!» que significa «¡Por favor - no tan deprisa!» Aparentemente, este tipo de señal de tráfico es bastante común en la zona y tiene la misión de recordar a los conductores a que reduzcan la velocidad. No obstante, muchas personas encuentran gracioso este doble sentido.
En 2004, debido a la gran cantidad de señales robadas y a la presunta vergüenza que este nombre genera, se realizó un referéndum para cambiar el nombre, pero los residentes votaron en contra.
Casualmente, existen dos pequeñas localidades justo al otro lado de la frontera, en Baviera (Alemania), llamadas Petting («magreo» en inglés) y Kissing («besar» en inglés).
Debido a las bromas originadas por el significado en inglés del nombre de la localidad, en la sesión del concejo municipal de Tarsdorf del 17 de noviembre de 2020 los habitantes decidieron cambiar el nombre a «Fugging», que entró finalmente en vigor el 1 de enero de 2021.